# Brachynemurus irregularis
Brachynemurus irregularis är en insektsart som beskrevs av Philip J. Currie 1906. Brachynemurus irregularis ingår i släktet Brachynemurus och familjen myrlejonsländor. Inga underarter finns listade i Catalogue of Life.